# Pseudacanthicus
Pseudacanthicus — рід риб з підродини Hypostominae родини Лорікарієві ряду сомоподібних. Має 6 видів. Інша назва «сом-кактус». Наукова назва походить від грецьких слів pseudes, тобто «несправжній», та akantha —— «шип».

## Опис
Загальна довжина представників цього роду коливається від 15 до 90 см. Усі тіло вкрито кістковими пластинками, на череві їх менше ніж на спині та з боків. Спостерігається статевий диморфізм: самці дещо більші за самиць. Голова широка, сплощена зверху. Очі доволі великі. Є 2 пари коротеньких вусиків. Щелепи короткі, утворюють гострий кут при їх об'єднанні. Зуби товсті та нечисленні. Тулуб видовжений, його вкрито великою кількістю гострих шипиків. Звідси походить інша назва цих сомів. Спинний плавець доволі великий, широкий та довгий. Грудні плавці широкі з шипами, які довші у самців. Черевні плавці видовжені. Анальний плавець має меншу основу, ніж у черевних. Жировий плавець крихітний. Хвостовий плавець видовжений, роздвоєний, з гострими кінчиками.
Забарвлення коливається від оливко-бежевого до коричневого. По основному фону спини розкидані плями чорного, шоколадного, бузкового кольору. У дорослих плями дрібніше, ніж у молодняка. Черево сіро-жовтого кольору. Плавці часто мають світлу облямівку.

## Спосіб життя
Це демерсальні риби. Воліють до прісних водойм з середньою течією. Вдень ховаються у річних укриттях (серед каміння, під корчами). Активні вночі та у присмерку. Живляться водними безхребетними, дрібною рибою (зазвичай падлом), зрідка — водорості.
Відкладають ікру у підготовлені місцях у схованках. Молодь росте повільно.

## Розповсюдження
Поширені у річках Амазонки, Ріо-Негро, Рупунуні, Ориноко (в межах Бразилії, Венесуели, Еквадор, Гаяна, Суринаму, Французька Гвіана).

## Види
- Pseudacanthicus fordii
- Pseudacanthicus histrix
- Pseudacanthicus leopardus
- Pseudacanthicus pitanga
- Pseudacanthicus serratus
- Pseudacanthicus spinosus